# 2070
Năm 2070. Trong lịch Gregory, nó sẽ là năm thứ 2069 của Công nguyên hay của Anno Domini; năm thứ 70 của thiên niên kỷ thứ 3 và của thế kỷ 21; và năm đầu tiên của thập niên 2070.